# Іоасаф Бдинський
Іоасаф Бдинский (болг. Йоасаф Бдински) — середньовічний болгарський письменник, представник Тирновської книжної школи, митрополит Видинський.
Можливо учень Євфимія Тирновського, в «Похвальному слові про Філофею» дуже шанобливо ставиться до Евфимия. На прохання царя Івана Срацимира в 1392 р. був висвячений у Константинополі на митрополита Видина. Склав «Похвальне слово про перенесення мощей святого Філофея з Тирново у Видин» (болг. „Похвално слово за пренасяне на мощите на света Филотея от Търново във Видин“). Тут автор надає цінну історичну інформацію про становище болгарського народу в кінці XIV століття — падіння Тирново і перші роки османського панування.